# 御幸森天神宮
御幸森天神宮（みゆきもりてんじんぐう）は、大阪市生野区桃谷3丁目（旧摂津国東生郡猪飼野村）にある神社。仁徳天皇、少彦名命、忍坂彦命を祀る、猪飼野村の氏神である。

## 歴史
御幸森天神宮のある地域は古くから猪飼野（いかいの）と呼ばれ、猪甘津（いかいのつ）と呼ばれる古代の港があったことに由来する。猪甘津は日本書紀仁徳天皇14年の条に記され、猪甘部（いかいべ）と呼ばれる官職を務める者が住んでいた。猪甘部は朝廷への貢物として豚を飼育する役を司っていた。また付近は百済野と呼ばれ百済からの渡来人が多く住んでいた。水鳥が集まる景勝地であったとも伝えられている。
伝承によれば、仁徳天皇が鷹狩や渡来人の様子を見聞する御幸に際して、度々この地の森で休憩したことから御幸の森と呼ばれるようになったとされる。仁徳天皇崩御の後の反正天皇2年（406年）、天皇の神霊を祀る社が建立され、御幸の祠や御幸宮と称されたと伝えられている。
嘉祥3年（850年）頃、疫病が流行したために当宮の社僧大蔵院行綱が京都五條天神社に参籠し、同社の祭神である少彦名命のご神霊を勧請したところ、疫病が治まったという。この頃から天皇天神社とも天神宮とも呼ばれるようになる。
玉造清水谷付近に忍坂彦命を奉祀する社があったが、大坂夏の陣の兵火によって消失した。それを畏憚した大坂城主の松平忠明が当宮にご神霊を奉遷するように命じると共に、旧平野川中洲の地3,000歩と灯明台1基を寄進する。
2006年（平成18年）には創祀1,600年祭を斎行し、社殿の屋根の葺き替えを行っている。
境内は生野コリアタウンに接している。

## 祭神
- 主祭神 - 仁徳天皇、少彦名命、忍坂彦命

## 境内
- 本殿（国登録有形文化財） - 1930年（昭和5年）再建。
- 幣殿（国登録有形文化財） - 1930年（昭和5年）再建。
- 拝殿（国登録有形文化財） - 1930年（昭和5年）再建。
- 社務所
- 菅原神社 - 1885年（明治18年）に猪飼野小路（現・勝山北5丁目）にあった社を移転して建立。
- 御幸戎神社 - 1952年（昭和27年）に建立。
- 稲荷神社 - 文政13年（1830年）建立。
- 水神社
- 腰掛石 - 仁徳天皇が腰を掛けたとされる。
- 灯明台 - 松平忠明が寄進した平野川の灯明台。33基あったが現在はこの1基のみが残る。
- 椋の木 - 樹齢約700年。1968年（昭和43年）10月1日、大阪市保存樹に指定される。

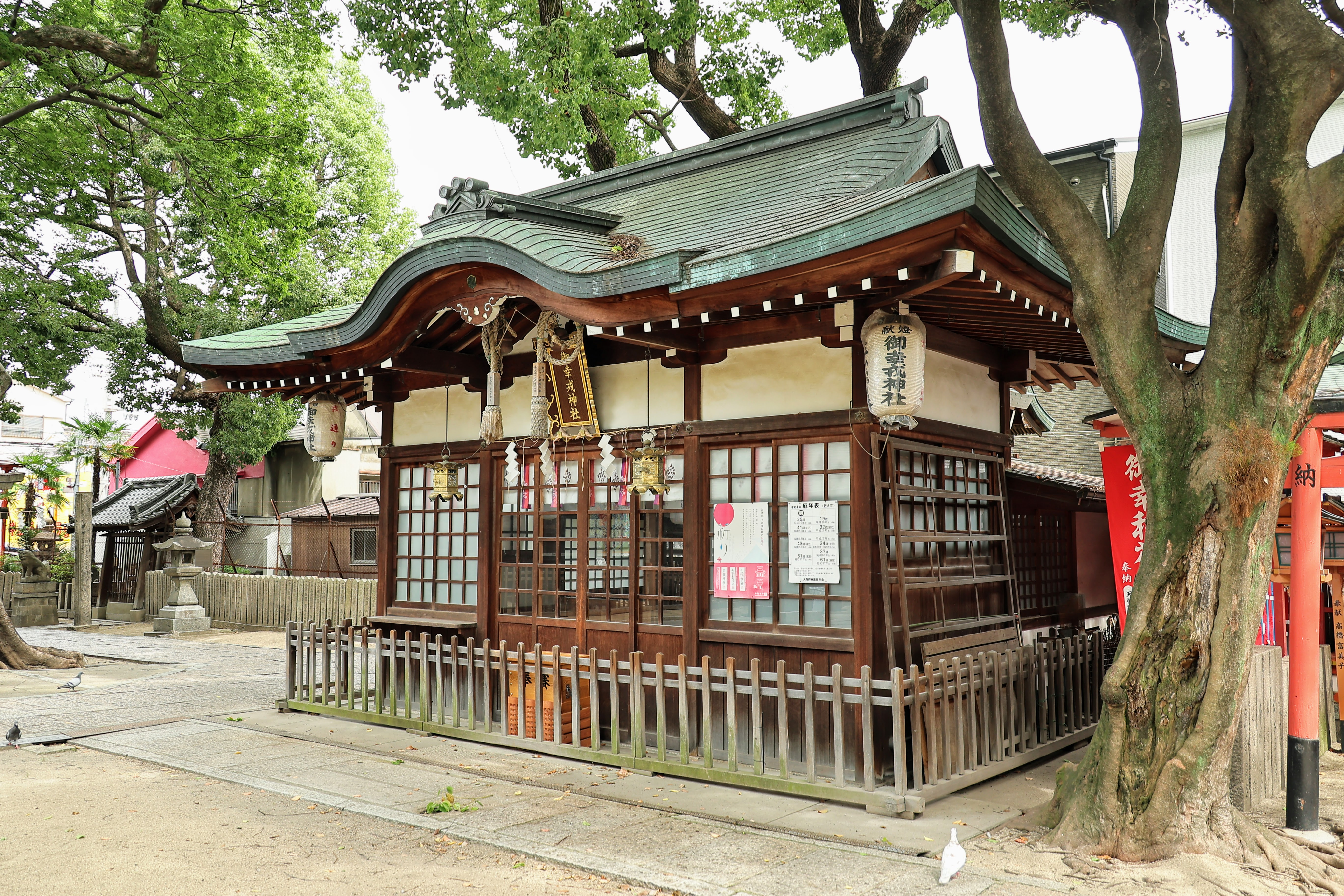
御幸戎神社
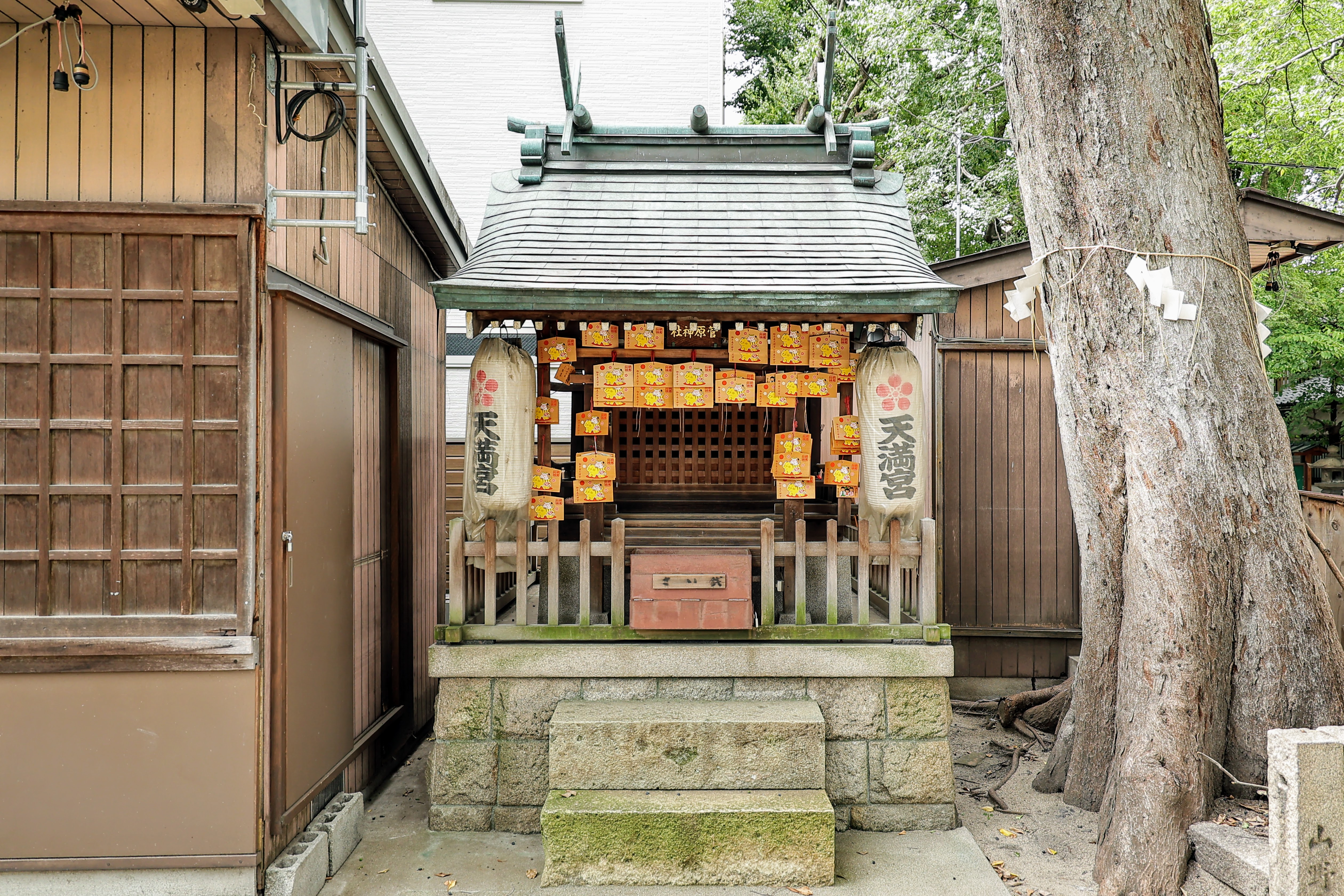
菅原神社
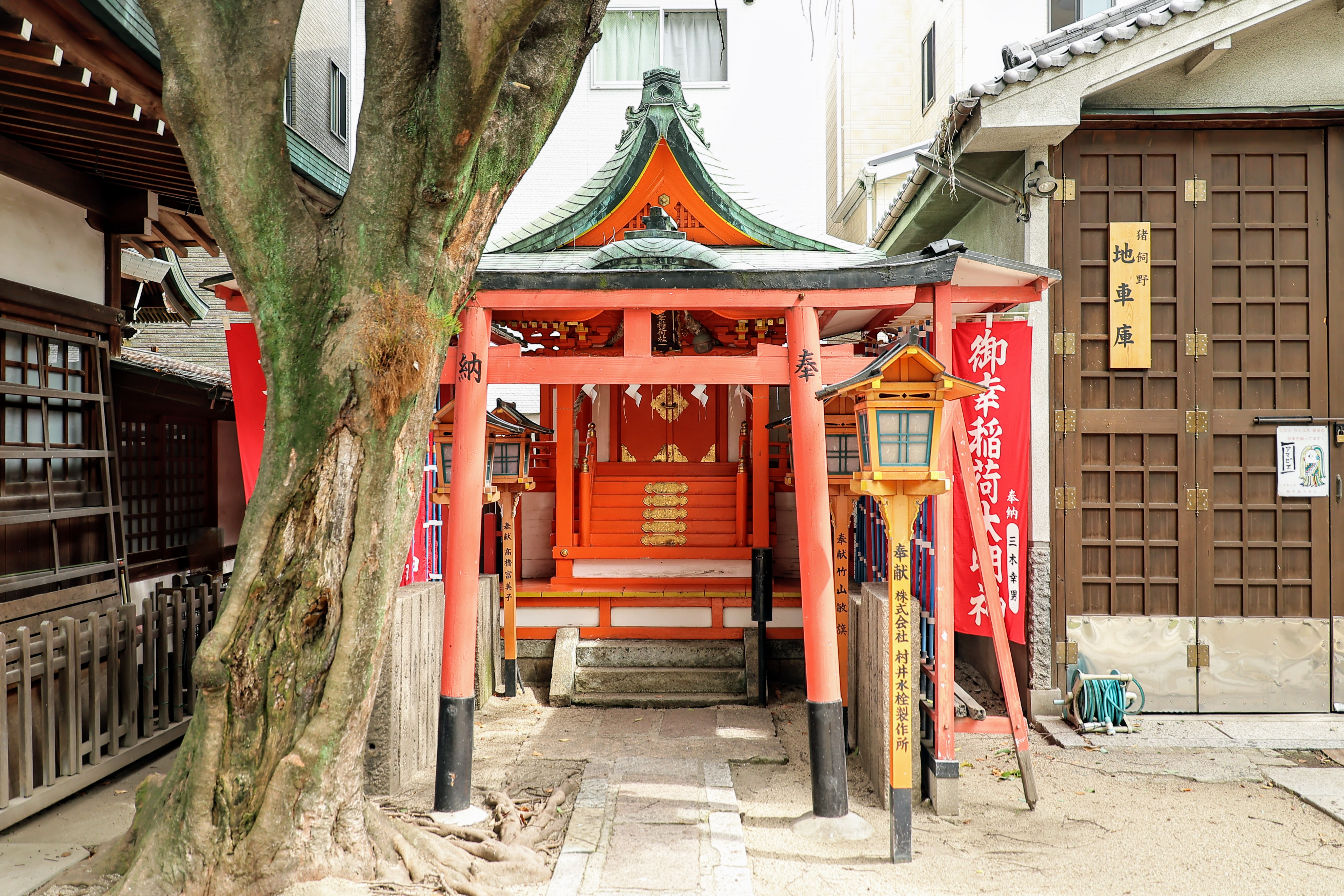
稲荷神社

## 文化財

### 国登録有形文化財
- 本殿 - 2000年（平成12年）4月28日[2]に登録される。
- 幣殿 - 2000年（平成12年）4月28日[2]に登録される。
- 拝殿 - 2000年（平成12年）4月28日[2]に登録される。
- 透塀 - 1930年（昭和5年）再建。2000年（平成12年）4月28日[2]に登録される。